# Круглый (Закарпатская область)
Круглый (укр. Круглий) — село в Раховской городской общине Раховского района Закарпатской области Украины.
Население по переписи 2001 года составляло 95 человек. Почтовый индекс — 90625. Телефонный код — 3132. Занимает площадь 0,580 км². Код КОАТУУ — 2123682502.